# Angel Perez
Angel Perez est un ancien joueur portoricain de volley-ball né le 20 mai 1982 à Rio Piedras. Il mesure 1,87 m et jouait passeur. Il totalise 15 sélections en équipe de Porto Rico.

## Clubs
| Club                 | Pays       | De        | À         |
| -------------------- | ---------- | --------- | --------- |
| Changas de Naranjito | Porto Rico | 2004-2005 | 2005-2006 |
| Arago de Sète        | France     | 2006-2007 | 2006-2007 |
| AS Cannes            | France     | 2007-2008 | 2007-2008 |
| ACH Volley           | Slovénie   | 2008-2009 | 2008-2009 |
| Mets de Guaynabo     | Porto Rico | 2009-2010 | 2009-2010 |
| Tourcoing LM         | France     | 2010-2011 | …         |